# 英属西非镑

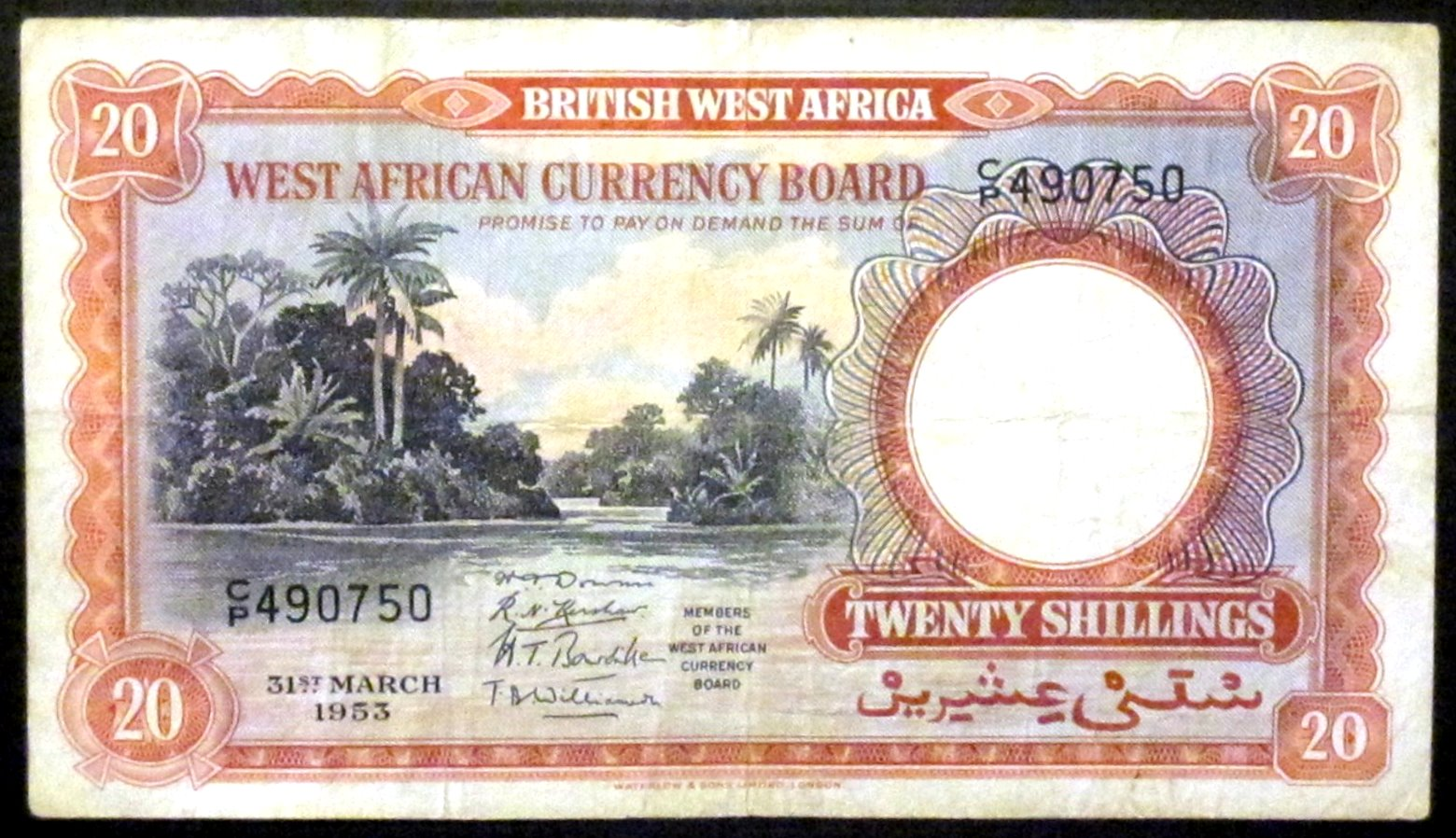
一张由西非货币发行局于1953年发行的20先令英属西非镑纸币

英属西非镑是通行于英属西非（由一组英国殖民地、保护国和托管领土组成的英属地区）的货币。英属西非镑与英镑等值，且1英属西非镑与1英镑一样细分为20先令，每先令分为12便士。

## 历史
19世纪，尼日利亚、黄金海岸（现在的加纳）、塞拉利昂和冈比亚等英属西非殖民地使用英镑作为货币，标准发行的英镑硬币亦在此流通。
1912年，伦敦当局成立了西非货币委员会，并发行了一套特制的镑制硬币，供英属西非使用。之所以这样做，是因为当时英属西非领土上流通的英镑硬币倾向于离开该地区并返回英国，从而导致当地缺乏硬币。由于英国本土的商店不接受这种英属西非专用的特制英镑硬币，这些硬币将无法流向英国本土，从而解决了前述问题。
此举是有先例的：1910年，澳大利亚已经开始发行自己独特的英镑硬币品种，但其原因与英属西非大不相同，澳大利亚当局此举是将其作为迈向完整国家的一步。除此之外，牙买加亦发行特殊的低面额硬币以代替英镑铜币，因为当地存在着将铜币用于教堂收藏的信仰。在其他任何英国殖民地，伦敦当局均没有将英国英镑硬币替换为当地发行的硬币。
1907年，利比里亚也采用了英属西非镑，取代原先的利比里亚元，尽管利比里亚元并非由西非货币委员会发行。利比里亚后于1943年改用美元。第一次世界大战期间，英国和法国军队从德国手中接管了其殖民地后，多哥和喀麦隆分别于1914年和1916年改用英属西非镑。
从1957年开始，随着去殖民化进程，这个货币联盟的成员国均相继离开了这个体系，发行自己的货币：
| 国家       | 日期 | 新货币       | 与英属西非镑的兑换比率 |
| 西尼日利亚 | 1958 | 尼日利亚镑   | 1                      |
| 加纳       | 1958 | 加纳镑       | 1                      |
| 尼日利亚   | 1958 | 尼日利亚镑   | 1                      |
| 英属喀麦隆 | 1961 | 非洲法郎     | 700                    |
| 塞拉利昂   | 1964 | 塞拉利昂里昂 | 2                      |
| 冈比亚     | 1965 | 冈比亚镑     | 1                      |

冈比亚于1965年放弃英属西非镑后，没有国家再使用这种货币。1968年5月31日，英属西非镑被废止。

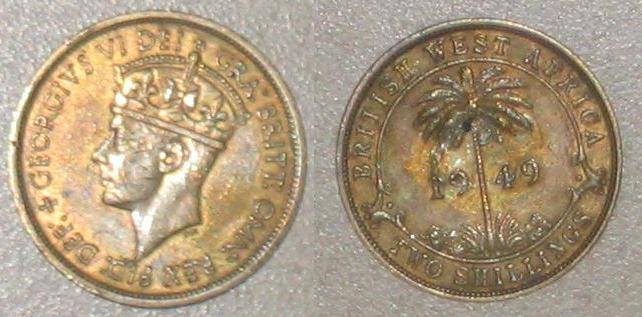
1949年的2先令硬币

## 引用
1. ↑  "The West African Currency Board - Some Notes with a Nigerian Bias" by Bob Maddocks in Cameo, Journal of the West Africa Study Circle, Vol. 13, No. 2, June 2012, pp. 106-108.
2. ↑  （英文） « British Imperialism and Postfolio Choice in the Currency Boards of Palestine, Est Africa, and West Africa » （页面存档备份，存于）, par Tal Boger, in: Studies  in  Applied  Economics, n° 86, septembre 2017, p. 11-12.